# Armonía cromática
La armonía cromática, o armonía de los colores, es concebida hoy, sobre todo en los ámbitos pictóricos y en los de la iconolingüística, como el conjunto de técnicas que se aplica a la creación de un color para lograr cierto equilibrio. En la interacción de los colores que lo componen. Asimismo se denomina así al efecto estético de calma que ese equilibrio produce en el espectador. Suelen emplearse también las designaciones armonía del color y armonía del colorido.
Dicho conjunto de técnicas ha venido evolucionando paralelamente al desarrollo de la pintura y las artes relacionadas con ella, desde la Antigüedad griega, hasta alcanzar su actual conceptualización en la perspectiva iconolingüística de los distintos ámbitos de las artes visuales y del diseño. La tradición de la Armonía cromática ha implicado una incorporación sucesiva de conceptos, entre los que destacan: el ajuste cromático, la complementariedad, la extensión cromática, el acorde cromático y la coloración acorde.

## Conceptos de la armonía monocromática
El concepto de ajuste cromático constituye un verdadero principio de la armonía del color. Se basa en la obtención de una proporción y correspondencia óptimas entre los colores. La idea de complementariedad armónica se relaciona con la oposición de las tonalidades perceptuales del color, fenómeno que se produce de manera natural en las postimágenes. El concepto de extensión cromática alude a las dimensiones de los coloridos, tanto en términos geométricos como cinestéticos. El acorde cromático consiste en un colorido que posee una proporción conveniente entre los colores acordes que lo componen. Por último, se da el nombre de coloración acorde a cada color que se encuentra combinado de forma ajustada con otros en un colorido.

## Musicalismo de la armonía de los colores
En la concepción general y en la terminología de la armonía de los colores se encuentra fácilmente una poderosa connotación de la musicalidad sinestética consustancial al color y al colorido, un fenómeno presente, de manera muy especial, en la cultura                              occidental. Esto explica que la armonía de los coloridos se asuma, incluso en nuestros días, bajo la influencia del clasicismo (como el arte de formar y enlazar los acordes de colores).

## Armonía cromática y cromatología
La gran influencia de los conocimientos aportados por la Ciencia del color a todos los campos artísticos y técnicos en los que tiene aplicación directa (fundamentalmente en las Artes visuales y en el Diseño), determina que la armonía de los colores se encuentre hoy más cerca de la cromatología iconolingüística que de la teoría del color tradicional. Se considera que la clave más importante de dicha influencia fue la incorporación del sistema y del modelo CIELab (CIE, 1976) a las reflexiones en torno a la distribución de los tonos en el círculo cromático. Esta incorporación implicó un cambio en el soporte conceptual de la armonización por intervalos tonales, puesto que las conformaciones armónicas tradicionales de pares de colores (adyacentes, alternos, complementarios directos y divididos), de tríadas de colores (mayores, menores), etcétera, comenzaron a tener desde entonces una relación más estrecha (no arbitraria) con respecto a la visión del color.